# Bend Over and Pray the Lord
Bend Over and Pray the Lord ist ein Album der finnischen Band Lordi. Es wurde 1999 aufgenommen, aber erst im Frühjahr des Jahres 2012 veröffentlicht. Das Album wurde mit einer DVD, die Lordis erstes Konzert 2002 in Nosturi in Finnland enthält, herausgebracht.

## Entstehung
Ari Tiainen, Lordis damaliger Plattenfirmenchef, wollte das Album ursprünglich herausbringen, wofür ihm jedoch die finanziellen Mittel fehlten. Tiainen empfahl die Band an Kimmo Hirvonen's Records, das zum Label Anaconda gehörte. Kurz vor dem geplanten Veröffentlichungsdatum ging Anaconda Records jedoch bankrott.
Das nie veröffentlichte Debütalbum wurde anlässlich des 20-jährigen Bestehens als erster Teil einer geplanten Box namens Scarchives herausgebracht. Ursprünglich plante die Band eine große Box, was aus Kostengründen verworfen wurde. Anstatt dessen wurden bzw. werden die geplanten Teile nacheinander veröffentlicht. Bei den Aufnahmen des Konzerts, das von mehreren Kameras mitgeschnitten wurde, wurden die Fehler unverfälscht wiedergegeben. Die Setlist umfasst die Stücke des tatsächlichen Debüts Get Heavy.

## Titelliste
1. Playing the Devil (Bend Over and Pray the Lord)
2. Cyberundertaker
3. Steamroller
4. Almost Human (Kiss-Cover)
5. Idol
6. Paint In Blood
7. Death Suits You Fine
8. I Am The Leviathan
9. Take Me To Your Leader
10. Monstermotorhellmachine
11. With Love And Sledgehammer
12. The Dead Are The Family
13. White Lightning Moonshine

## Bonus-Songs
1. Get Heavy
2. Hulking Dynamo